# Сангісельвен
Сангісельвен  (швед. Sangis älv, також Sangisälven) — річка на півночі Швеції, у лені Норрботтен. Довжина річки становить 100 км (109 км), площа басейну  — 1230 км² (1250 км²). Середня річна витрата води — 12,9 м³/с, мінімальна витрата води на день — 0,6 м³/с. На річці побудована 1 мала ГЕС з встановленою потужністю 0,3 МВт й з середнім річним виробництвом 1 млн кВт·год.
До 1960-х років річкою здійснювався сплав лісу.

## Географія
Річка утворює кілька порогів.
Більшу частину басейну річки — 73% (73,34%) — займають ліси. Болота й озера займають відповідно 18% (16,49%) та 5% (6,42%) площі басейну. Території сільськогосподарського призначення займають 3,29% площі басейну.
У річку на нерест на відстань до 30 км заходять лосось і пструг.